# Dicranomyia (Dicranomyia) micronychia
Dicranomyia (Dicranomyia) micronychia is een tweevleugelige uit de familie steltmuggen (Limoniidae). De soort komt voor in het Palearctisch gebied.